# Georg Lejeune Dirichlet
Georg Lejeune Dirichlet (* 20. September 1858 in Klein Bretschkehmen, Kreis Darkehmen; † 3. Juli 1920 in Königsberg i. Pr.) war ein deutscher Altphilologe und Gymnasiallehrer.

## Leben
Dirichlets Vater war der Gutsbesitzer und freisinniger Abgeordneter im Preußischen Landtag Walter Lejeune Dirichlet (1833–1887). Er selbst war Urenkel von Moses Mendelssohn und Neffe von Felix Mendelssohn Bartholdy.
Von Michaelis 1867 bis Ostern 1877 besuchte er das Collegium Fridericianum. Nach der Reifeprüfung studierte er an den Universitäten Königsberg, Bonn und Leipzig Klassische Philologie. Am 26. April 1882 wurde er in Königsberg zum Dr. phil. promoviert. Nachdem er am 24. Februar 1883 die Prüfung für das höhere Lehrfach abgelegt hatte, kam er Ostern 1883 als Probekandidat an das Kneiphöfische Gymnasium in Königsberg. Es wählte ihn Ostern 1884 zum etatmäßigen Hilfslehrer und stellte ihn am 8. August 1885 als ordentlichen Lehrer an. 1904 wird er zum Direktor des Altstädtischen Gymnasiums in Königsberg berufen. Er befasste sich insbesondere mit der Fähigkeit der Übersetzung (Linguistik). Für ihn war sie ein vortreffliches Mittel, sich im schriftlichen und mündlichen Gebrauch der Muttersprache zu vervollkommnen und zugleich ihre Eigenarten besser zu verstehen. Er befasste sich mit Seneca, Tiberius und Paul Güßfeldt. Er war befreundet mit dem Königsberger Oberbürgermeister Siegfried Körte, dessen Nachruf in der Altpreußischen Monatsschrift schrieb.
1896 zum Stadtverordneten gewählt, wurde er 1898 in den Vorstand und 1914 zum Vorsteher der Königsberger Stadtverordnetenversammlung gewählt. Von Hause aus liberal, trat er in die Deutsche Vaterlandspartei. Im Ersten Weltkrieg verlor er seine beiden Söhne. Er starb nach einer Cholezystektomie im 62. Lebensjahr. Sein Grabstein in Kaliningrad ist erhalten.

## Veröffentlichungen
- Die Umwandlung der Altstädtischen Pfarrschule in ein Stadtgymnasium. Königsberg 1912.
- Der Philosoph Seneca als Quelle für die Beurteilung der ersten römischen Kaiser. Programm Königsberg Kneiphöfisches Gymnasium. Königsberg i. Pr. 1890.
- Paul Güßfeldt und das humanistische Gymnasium. Königsberg 1890.
- Der Kaiser Tiberius und die Majestätsprozesse. In: Sonntagsbeilage der Vossischen Zeitung 10. und 17. Juli 1898.
- Die Kunst des Übersetzens in die Muttersprache. In: Neue Jahrbücher für klassische Philologie und Pädagogik. 1894, Heft 10, 11.